# Список районов Загреба

Территория города Загреб на карте жупаний Хорватии

Город Загреб, являющийся столицей Хорватии и одновременно совмещающий статус города и жупании, разделён на 17 административных районов, известных на хорватском языке как «городские четверти» (хорв. gradske četvrti). Они, наряду с местными комитетами, служат формой местного самоуправления в городе Загреб, посредством которой граждане участвуют в процессе принятия решений в самоуправляющихся районах города и местных делах, которые непосредственно влияют на их жизнь. Административный район создаётся для городской местности, представляющей собой городское, экономическое и социальное пространство, объединённое общими интересами его жителей. Нынешнее разделение Загреба на 17 районов было учреждено Статутом города Загреб от 14 декабря 1999 года.
Районные советы включают в себя от 11 до 19 членов (в зависимости от населения), избираемых жителями соответствующих районов путём общего, свободного, тайного и прямого голосования каждые четыре года. Совет самостоятельно издаёт регламент района, принимает финансовый план и итоговый отчёт, принимает решения по распоряжению имуществом района, вносит план мероприятий малого коммунального хозяйства (строительство и содержание объектов малой коммунальной инфраструктуры и общественных зданий, повышающих уровень жизни граждан) и определяет приоритеты в их реализации, избирает своего председателя и его заместителей, созывает местные собрания граждан, организует и осуществляет гражданскую оборону, координирует работу местных комитетов и комиссий, работает с другими районами города, сотрудничает с ассоциациями в своём районе, предлагает концепцию развития своего района в рамках плана развития города Загреб, контролирует состояние инфраструктуры района и предлагает программы её развития, заботится о качестве жилищно-коммунального хозяйства и инфраструктуры, осуществляет муниципальную и иную служебную деятельность, имеющую значение для его района, заботится о потребностях населения в образовании, здравоохранении, социальном обеспечении, культуре и спорте, контролирует мероприятия и мероприятия по охране и улучшению окружающей среды и условий жизни в районе, предлагает меры по повышению эффективности функционирования районных служб и осуществляет прочую подобную деятельность.
Глава районного совета выбирается его членами из своего числа путём тайного голосования сроком на четыре года. Он представляет район и его совет, созывает заседания совета, предлагает повестку дня для этих заседаний, председательствует на них, подписывает акты совета, проводит и обеспечивает выполнение решений совета, отчитывается о решениях совета, сотрудничает с мэром и председателем Городского собрания Загреба, заботится о выполнении актов, связанных с работой района, участвует в осуществлении мер гражданской защиты, информирует граждан о важных для района вопросах и координирует работу председателей местных комитетов на территории района.
Административные районы разделяются на более мелкие единицы — местные комитеты (хорв. Mjesne odbore).

## Список районов
| Название                                             | Изображение | Площадь (км²) | Население (по годам переписи) | Население (по годам переписи) | Плотность населения (чел./км²) на 2011 год | Координаты                      | Этн. состав (2011)                                                                 | Карта | Прим.         |
| Название                                             | Изображение | Площадь (км²) | 2001                          | 2011                          | Плотность населения (чел./км²) на 2011 год | Координаты                      | Этн. состав (2011)                                                                 | Карта | Прим.         |
| ---------------------------------------------------- | ----------- | ------------- | ----------------------------- | ----------------------------- | ------------------------------------------ | ------------------------------- | ---------------------------------------------------------------------------------- | ----- | ------------- |
| Долний Град хорв. Donji grad                         |             | 3,01          | 48 000                        | 37 024                        | 12 341                                     | 45°48′30″ с. ш. 15°58′34″ в. д. | хорваты — 92,43 % сербы — 2,27 %                                                   |       | [ 6 ] [ 7 ]   |
| Горний Град — Медвещак хорв. Gornji grad - Medveščak |             | 10,13         | 38 195                        | 30 962                        | 3096                                       | 45°49′42″ с. ш. 15°58′46″ в. д. | хорваты — 92,37 % сербы — 1,79 %                                                   |       | [ 8 ] [ 9 ]   |
| Трне хорв. Trnje                                     |             | 7,37          | 49 788                        | 42 282                        | 6040                                       | 45°47′41″ с. ш. 15°58′45″ в. д. | хорваты — 89,42 % сербы — 4,14 % босняки — 1,15 %                                  |       | [ 10 ] [ 11 ] |
| Максимир хорв. Maksimir                              |             | 14,35         | 52 147                        | 48 902                        | 3493                                       | 45°49′56″ с. ш. 16°01′11″ в. д. | хорваты — 94,09 % сербы — 1,74 %                                                   |       | [ 12 ] [ 13 ] |
| Пешченица — Житняк хорв. Peščenica - Žitnjak         |             | 35,26         | 60 238                        | 56 487                        | 1614                                       | 45°47′36″ с. ш. 16°02′54″ в. д. | хорваты — 86,99 % сербы — 3,41 % босняки — 3,17 % цыгане — 2,01 % албанцы — 1,05 % |       | [ 14 ] [ 15 ] |
| Нови-Загреб — Исток хорв. Novi Zagreb - istok        |             | 16,54         | 67 753                        | 59 055                        | 3474                                       | 45°46′26″ с. ш. 15°59′27″ в. д. | хорваты — 91,38 % сербы — 4,08 %                                                   |       | [ 16 ] [ 17 ] |
| Нови-Загреб — Запад хорв. Novi Zagreb - zapad        |             | 62,59         | 50 232                        | 58 103                        | 922                                        | 45°46′07″ с. ш. 15°57′10″ в. д. | хорваты — 93,21 % сербы — 2,37 % босняки — 1,16 %                                  |       | [ 18 ] [ 19 ] |
| Трешневка — Север хорв. Trešnjevka - sjever          |             | 5,83          | 59 432                        | 55 425                        | 9238                                       | 45°48′02″ с. ш. 15°55′36″ в. д. | хорваты — 92,82 % сербы — 2,22 % босняки — 1,01 %                                  |       | [ 20 ] [ 21 ] |
| Трешневка — Юг хорв. Trešnjevka - jug                |             | 9,84          | 73 563                        | 66 674                        | 6667                                       | 45°47′33″ с. ш. 15°54′22″ в. д. | хорваты — 92,47 % сербы — 3,17 % босняки — 1,00 %                                  |       | [ 22 ] [ 23 ] |
| Чрномерец хорв. Črnomerec                            |             | 24,33         | 40 011                        | 38 546                        | 1606                                       | 45°49′57″ с. ш. 15°56′18″ в. д. | хорваты — 95,13 % сербы — 1,43 %                                                   |       | [ 24 ] [ 25 ] |
| Горня-Дубрава хорв. Gornja Dubrava                   |             | 40,27         | 62 997                        | 61 841                        | 1546                                       | 45°50′28″ с. ш. 16°03′20″ в. д. | хорваты — 95,00 % сербы — 1,55 %                                                   |       | [ 26 ] [ 27 ] |
| Доня-Дубрава хорв. Donja Dubrava                     |             | 10,82         | 36 703                        | 36 363                        | 3306                                       | 45°49′34″ с. ш. 16°03′04″ в. д. | хорваты — 93,96 % сербы — 1,59 % босняки — 1,50 %                                  |       | [ 28 ] [ 29 ] |
| Стеневец хорв. Stenjevec                             |             | 12,18         | 42 052                        | 51 390                        | 4283                                       | 45°48′19″ с. ш. 15°52′39″ в. д. | хорваты — 93,58 % сербы — 2,05 % босняки — 1,23 %                                  |       | [ 30 ] [ 31 ] |
| Подсусед — Врапче хорв. Podsused - Vrapče            |             | 36,05         | 43 136                        | 45 759                        | 1271                                       | 45°49′17″ с. ш. 15°52′24″ в. д. | хорваты — 95,34 % сербы — 1,27 %                                                   |       | [ 32 ] [ 33 ] |
| Подслеме хорв. Podsljeme                             |             | 59,44         | 17 920                        | 19 165                        | 319                                        | 45°51′41″ с. ш. 15°58′59″ в. д. | хорваты — 97,23 %                                                                  |       | [ 34 ] [ 35 ] |
| Сесвете хорв. Sesvete                                |             | 165,25        | 59 951                        | 70 009                        | 424                                        | 45°49′37″ с. ш. 16°06′40″ в. д. | хорваты — 95,96 %                                                                  |       | [ 36 ] [ 37 ] |
| Брезовица хорв. Brezovica                            |             | 127,39        | 10 941                        | 12 030                        | 95                                         | 45°42′56″ с. ш. 15°55′14″ в. д. | хорваты — 97,32 %                                                                  |       | [ 38 ] [ 39 ] |
|                                                      | Всего       | 641           | 813059                        | 790017                        | 1232                                       |                                 |                                                                                    |       |               |